# Groupe communiste et apparentés
Le groupe communiste et apparentés (COM) était un groupe politique du Parlement européen qui exista entre 1973 et 1989 et qui regroupait surtout les communistes italiens et français.
En 1989, le groupe se scinda en deux groupes différents, la Coalition des gauches avec 14 membres d'une part, et la Gauche Unitaire Européenne avec 28 membres d'autre part.
Il est l'ancêtre de l'actuel groupe confédéral de la Gauche unitaire européenne/Gauche verte nordique.

## Composition
| Pays     | Parti                                 | Députés 1979-1984    | Députés 1984-1989 |
| France   | Parti communiste français             | 19                   | 10                |
| Italie   | Parti communiste italien              | 24                   | 27                |
| Danemark | Parti socialiste populaire            | 1                    | 1                 |
| Grèce    | Parti communiste de Grèce             | 3 (À partir de 1981) | 3                 |
| Grèce    | Parti communiste de Grèce (intérieur) | 1 (À partir de 1981) | 1                 |

## Présidents
- Giorgio Amendola (PCI) : 1979 - 1980
- Guido Fanti (PCI) : 1980 - 1984
- Giovanni Cervetti (PCI) : 1984 - 1989